# Ovella xisqueta
L'ovella xisqueta o pallaresa és una raça d'ovella pròpia del Pirineu català, especialment de la vall Fosca i la vall de Manyanet, en el Pallars Jussà, on es pensa que es va originar aquesta raça. També es troba en el Pallars Sobirà i a l'Alta Ribagorça. La seva distribució comprèn una zona entre els rius Noguera Pallaresa i Éssera.

## Història
La raça deriva del tronc Ovis aries ibericus, que alhora és descendent d'ovelles asiàtiques. Va estar catalogada com a raça en perill d'extinció, però la seva situació va millorar i el seu cens es considera estabilitzat. L'any 2010 hi havia registrades 16.981 xisquetes reproductores, de les quals, 332 eren marrans i la resta, femelles. L'Associació de Criadors d'Ovella Xisqueta (ACOXI) treballa per la promoció de la xisqueta. Una altra associació sense ànim de lucre, anomenada Obrador Xisqueta, treballa perquè els pastors rebin un preu just per la llana i per a lla seva transformació per a la seva comercialització.

## Característiques

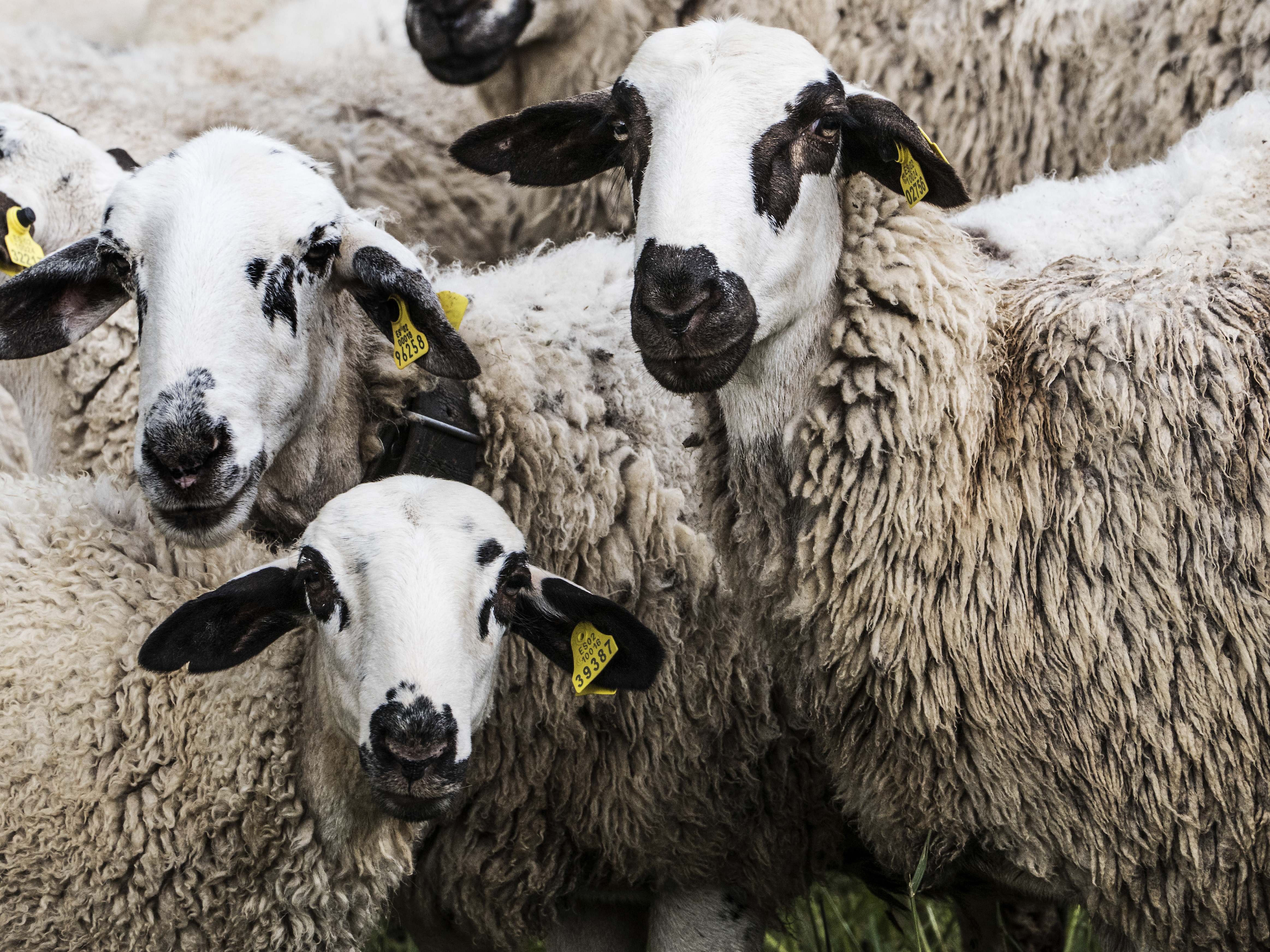
Ovelles xisquetes a Rin de la Carrasca

L'ovella xisqueta té el cap petit, però no és desproporcionat amb la grandària del cos, i sense banyes, tot i que de vegades presenta unes banyes rudimentàries, especialment en les femelles. Té les orelles horitzontals una mica aixecades i de mida petita-mitjana. La pell no fa plecs. La cua és mitjanament llarga, acostuma a arribar pel cap baix fins a la meitat del metatars. Les potes són relativament curtes en relació al cos i les ungles són fortes. Té les mucoses pigmentades. El velló és blanc de manera uniforme. Els mascles pesen entre 60 i 55 quilos i les femelles entre 45 i 50 quilos. Tenen un fort instint maternal i, a diferència d'altres races, no hi ha rebuig de les criatures per les mares.